# Claudio Cerdán
Claudio Cerdán es un escritor de novela negra, nacido en Yecla (Murcia) en 1981.

## Biografía
Nacido en Yecla, actualmente reside en Almería.

Es licenciado en Sociología, y durante un tiempo impartió talleres de Literatura a chavales.

Ha sido colaborador de revistas como «Tierras de acero MGZN», «Historias asombrosas» y «La Gansterera».

## Obra
El autor ha afirmado que en su casa prácticamente no había libros, pero que los cómics influyeron decisivamente en su pasión por la lectura y escritura.

Probablemente la mejor manera de definir su estilo es incluirlo en la etiqueta de escritor Hard boiled. Pero a la vez en su obra es fácil distinguir una ecléctica mezcla de estilos: literatura negra pero con humor, terror, historia, fantasía... Es fácil reconocer su tendencia a mezclar acción, diálogos afilados y humor negro.

Entre sus influencias, cabe destacar a Juan Madrid, Andreu Martín, Francisco González Ledesma, Jim Thompson, Ross MacDonald y James Ellroy.

## Otros trabajos
También ha sido guionista de cómics y cortometrajes.

Como director ha realizado dos cortos:
- La hora de la siesta (2007).
- Canela vol. 0,5 (2009).

## Obra publicada
- El dios de los mutilados. 2008. Equipo Sirius. Novela fantástica.
- Cicatrices. 2010. Sirius. Novela fantástica.
- El país de los ciegos. 2011. Ilarión. Novela negra.
- La maison en chocolat. 2012. Sol y Lune. Novela negra, solo publicada en francés.
- Cien años de perdón. 2013. Versátil. Novela negra.
- Un mundo peor. 2014. Versátil. Novela negra.
- La revolución secreta. 2014. Alrevés. Mezcla novela policiaca con histórica y terror.
- Sangre fría. 2015. Dolmen. Novela negra, de zombies y humor.
- El club de los mejores. 2016. Ediciones B. Firmada con el seudónimo Arthut Gunn. Novela negra
- La última palabra de Juan Elías. 2017. Ediciones B. Continuación de la serie de TV «Sé quién eres», emitida por Mediaset y HBO.
- Nunca mires atrás. 2018. Menoscuarto. Cuarta entrega de la saga de la detective Sonia Ruiz, serie creada por la editorial Menoscuarto en la que cada entrega está escrita por un autor diferente.
- El asesino de Karen. 2018. Storytel Original. Exclusivamente en audiolibro y libro electrónico. Novela negra.
- Los señores del humo. 2019. Ediciones B. Novela negra.
- El hombre sin rostro. 2024. Destino. Novela negra.

## Premios y distinciones
- Por El país de los ciegos:
  - Premio Novelpol a la Mejor Novela Negra del año 2012.
  - Finalista del XIII Premio Lengua de Trapo 2012.
  - Finalista del Premio Silverio Cañada de la Semana Negra de Gijón 2012.
- Por Cien años de perdón:
  - Finalista de los Premios LeeMisterio.com como Mejor Novela 2013.
  - Finalista del II Premio de Novela Pata Negra que otorga la Universidad de Salamanca.
- Por Un mundo peor:
  - I Premio Ciudad de Santa Cruz a la Mejor Novela Negra de 2014.
  - Finalista del II Premio Valencia Negra.
  - Finalista del III Premio Pata Negra.
- Por Los señores del humo:
  - Premio Negra y Mortal 2019.
  - Finalista del Premio Novelpol.
  - Finalista del V Premio Tenerife Noir.